# Командиры Третьего рейха
Командиры «Третьего Рейха» — научно-популярная историческая монография известного американского исследователя истории германской армии во второй мировой войне 1939—1945 годов Сэмьюэла У. Митчема (автора более двадцати книг на эту тематику и постоянного ведущего History Channel) и Джина Мюллера (американского историка и автора нескольких книг, доктора наук университета Айдахо, который при написании книги сыграл вспомогательную роль).
Книга посвящена описанию боевого пути и полководческой деятельности офицеров и генералов различных видов Вооружённых сил нацистской Германии.
Книга состоит из нескольких частей, каждая из которых посвящена отдельным группам командиров на различных театрах военных действий либо офицерам и генералам отдельных родов войск вермахта.

## Структура книги
Книга состоит из следующих основных частей:
- Редакторское обращение «К читателям» от российского редактора книги
- Авторское «Введение» от лица Сэмьюэла У. Митчема-мл., в котором он называет главную цель своего труда

Цель этой книги — описать жизни некоторых германских офицеров, предоставляющих все составные части вермахта, а также Ваффен СС. Эти офицеры выбраны мной и доктором Мюллером на основе многообразия их характеров и карьер, доступности информации и наших собственных интересов. Кто-то из читателей может усомниться в истинности и правомочности данного выбора, но поскольку во время второй мировой войны численность генералитета составляла 3663 человека, неудивительно, что наш отбор будет отличаться от отбора других.— книга
- Глава первая «Генералы Высшего командования», в которой идёт речь о высших офицерах, занимавших высокие командные либо штабные должности в различных родах войск, видах вооружённых сил, в ОКХ и ОКВ и о планировании и проведении ими военных операций
- Глава вторая «Генералы Восточного фронта», в которой описываются личности и характеры военачальников, в основном воевавших только против Советского Союза
- Глава третья «Генералы Сталинграда», в которой повествуется о судьбах немецких генералов, которые оказались тесно связаны со знаменитой Сталинградской битвой
- Глава четвёртая «Генералы западного фронта», в которой идёт речь о полководцах, возглавлявших армии вермахта в основном только в сражениях против войск союзников на западе
- Глава пятая «Повелители воздуха», в которой описываются характеры и судьбы высшего командного, руководящего и штабного состава люфтваффе, а также личности знаменитых немецких лётчиков-асов
- Глава шестая «Офицеры Кригсмарине», в которой повествуется о высшем командном и штабном составе этого вида вооружённых сил нацистской Германии, а также о известных подводниках и командирах торпедных катеров
- Глава седьмая «Ваффен СС», в которой рассказывается о немецких офицерах и генералах, командовавшими бо́льшую часть своей военной карьеры знаменитыми частями и соединениями Войск СС
- Приложения, в которых даётся соответствие офицерских званий сухопутных войск и ВВС и ВМФ Советской Армии и армии «Третьего рейха» (включая таблицу званий Войск СС), приводится наименование штабных должностей в гитлеровской Германии и их сокращённые названия на немецком языке, характеристики некоторых танков противоборствующих сторон, штатная структура люфтваффе и командный состав, а также организационная структура люфтваффе
- Примечания, в которых приводится большой справочный и научно-методический аппарат
- Библиография, состоящая из 155 источников (на английском языке)

## Персоналии
Ниже перечислены все германские офицеры, боевой путь, особенности личности и черты характера которых описаны в книге Митчема и Мюллера, с указанием последней значимой занимаемой должности и последнего воинского звания.
| Персоналия                        |  | Воинское звание                               | Должность                                                                          |
| --------------------------------- |  | --------------------------------------------- | ---------------------------------------------------------------------------------- |
| Вильгельм Кейтель                 |  | Генерал-фельдмаршал                           | Шеф ОКВ                                                                            |
| Бодвин Кейтель                    |  | Генерал пехоты                                | Командующий XX военным округом                                                     |
| Альфред Йодль                     |  | Генерал-оберст                                | Начальник оперативного отдела ОКВ                                                  |
| Фердинанд Йодль                   |  | Генерал горнострелковых войск                 | и. о. командующего Нарвикским районом                                              |
| Бернхард Лоссберг                 |  | Генерал-майор                                 | Начальник штаба VIII военного округа                                               |
| Георг Томас                       |  | Генерал пехоты                                | Начальник службы вооружений сухопутных войск                                       |
| Вальтер Буле                      |  | Генерал пехоты                                | Шеф управления вооружений армии                                                    |
| Вильгельм Бургдорф                |  | Генерал пехоты                                | Начальник управления кадров сухопутных войск                                       |
| Герман Рейнеке                    |  | Генерал-лейтенант                             | Начальник управления кадров вермахта                                               |
| Фёдор фон Бок                     |  | Генерал-фельдмаршал                           | Командующий группой армий «Юг»                                                     |
| Риттер Вильгельм фон Лееб         |  | Генерал-фельдмаршал                           | Командующий группой армий «Север»                                                  |
| Эмиль фон Лееб                    |  | Генерал артиллерии                            | Начальник управления вооружений сухопутных войск                                   |
| Георг фон Кюхлер                  |  | Генерал-фельдмаршал                           | Командующий группой армий «Север»                                                  |
| Георг Линдеманн                   |  | Генерал-оберст                                | Командующий группой армий «Север»                                                  |
| Фридрих Мит                       |  | Генерал пехоты                                | Командир IV корпуса 8-й армии                                                      |
| Вальтер Венк                      |  | Генерал танковых войск                        | Командующий 12 армией                                                              |
| Фридрих Вильгельм Паулюс          |  | Генерал-фельдмаршал                           | Командующий 6-й армией                                                             |
| Вальтер фон Рейхенау              |  | Генерал-фельдмаршал                           | Командующий группой армий «Юг»                                                     |
| Виктор фон Шведлер                |  | Генерал пехоты                                | Командир IV корпуса                                                                |
| Вальтер Гейтц                     |  | Генерал-полковник                             | Командир VIII корпуса                                                              |
| Карл Штрекер                      |  | Генерал пехоты                                | Командир XVII, затем XI корпуса                                                    |
| Вальтер фон Зейдлиц-Курцбах       |  | Генерал артиллерии                            | Командир LI корпуса                                                                |
| Артур Шмидт                       |  | Генерал-майор                                 | Начальник штаба 6-й армии                                                          |
| Вольфганг Пикерт                  |  | Генерал-майор                                 | Командир 9-й дивизии ЗА                                                            |
| Эрвин Йенеке                      |  | Генерал-оберст                                | Командующий 17 армией                                                              |
| Ханс Валентин Хюбе                |  | Генерал-оберст                                | Командир XIV танкового корпуса, затем командующий 1-й танковой армией              |
| Николаус фон Фалькенхорст         |  | Генерал-оберст                                | Командующий армией «Норвегия»                                                      |
| Хуго Шперрле                      |  | Генерал-фельдмаршал                           | Командующий 3-м воздушным флотом                                                   |
| Фридрих Долльман                  |  | Генерал-оберст                                | Командующий 7-й армией                                                             |
| Рудольф Штегман                   |  | Генерал-лейтенант                             | Командир 77-й пехотной дивизии                                                     |
| Барон Хассо фон Мантойфель        |  | Генерал танковых войск                        | Командующий 3-й, затем 5-й танковой армией                                         |
| Барон Генрих фон Люттвиц          |  | Генерал танковых войск                        | Командир 47-го танкового корпуса                                                   |
| Герман Геринг                     |  | Рейхсмаршал                                   | Председатель рейхстага, главнокомандующий Люфтваффе                                |
| Эрхард Мильх                      |  | Фельдмаршал                                   | Имперский секретарь по авиации                                                     |
| Вальтер Вефер                     |  | Генерал-лейтенант                             | Шеф управления авиации, начальник главного штаба Люфтваффе                         |
| Эрнст Удет                        |  | Генерал-оберст                                | Шеф технического управления Люфтваффе, генерал-инспектор авиации                   |
| Вильгельм Бальтазар               |  | Майор (посмертно)                             | Командир 2-й истребительной эскадры «Рихтгофен»                                    |
| Иоахим Пайпер                     |  | Штандартенфюрер                               | Командир 1-го танкового полка LAH                                                  |
| Ханс Филипп                       |  | Оберстлейтенант                               | Командир JG-1                                                                      |
| Отто Киттель                      |  | Обер-лейтенант                                | Командир 2-й эскадрильи JG-54                                                      |
| Князь Генрих Цу Зейн-Виттгенштейн |  | Майор                                         | Командир эскадры ночных истребителей NJG-100                                       |
| Эрих Хартман                      |  | Майор                                         | Командир I группы JG-52                                                            |
| Ханс Иоахим Марсель               |  | Гауптман                                      | Командир I группы JG-27                                                            |
| Эрих Редер                        |  | Гросс-адмирал                                 | Главнокомандующий Кригсмарине                                                      |
| Герман Бём                        |  | Генерал-адмирал                               | Командующий флотом                                                                 |
| Вильгельм Маршалл                 |  | Генерал-адмирал                               | Командующий флотом                                                                 |
| Гюнтер Лютьенс                    |  | Адмирал                                       | Командующий флотом                                                                 |
| Карл Дёниц                        |  | Гросс-адмирал                                 | Главнокомандующий Кригсмарине                                                      |
| Гюнтер Прин                       |  | Фрегаттенкапитан (посмертно)                  | Командир подводной лодки U-47                                                      |
| Иоахим Шепке                      |  | Капитан-лейтенант                             | Командир подводных лодок U-3, U-19, U-100                                          |
| Отто Кречмер                      |  | Фрегаттенкапитан                              | Командир подводных лодок U-35, U-23, U-99                                          |
| Вольфганг Лют                     |  | Капитан цур зее                               | Начальник военно-морского училища (нем. Marineschule Mürwik) в Мюрвике (Фленсбург) |
| Эрих Топп                         |  | Фрегаттенкапитан                              | Командир подводных лодок U-57, U-552, U-2513                                       |
| Энгельберт Эндрас                 |  | Корветтенкапитан                              | Командир подводных лодок U-46, U-567                                               |
| Теодор Эйке                       |  | Обергруппенфюрер и генерал Waffen SS          | Командир дивизии СС «Мёртвая голова»                                               |
| Пауль Хауссер                     |  | Оберстгруппенфюрер и генерал-оберст Waffen SS | Командующий группой армий «Г»                                                      |
| Йозеф Дитрих                      |  | Оберстгруппенфюрер и генерал-оберст Waffen SS | Командующий 6-й танковой армией СС                                                 |
| Гельмут Беккер                    |  | Бригаденфюрер и генерал-майор Waffen SS       | Последний командир дивизии СС «Мёртвая голова»                                     |
| Михаэль Виттман                   |  | Гауптштурмфюрер CC                            | Командир роты 501-го тяжёлого танкового батальона                                  |
| Генрих Кригер                     |  | Оберштурмфюрер СС                             | Командир 137-го мотопехотного батальона                                            |

## Обзоры, рецензии
- Обзор книги
- The International History Review, Vol. 15, No. 3, Aug., 1993